# Addi Arkay
Addi Arkay est un des 105 woredas de la région Amhara, en Éthiopie.